# ويليام إتش دورهام
ويليام إتش دورهام (بالإنجليزية: William H. Durham)‏ هو أستاذ جامعي وعالم أحياء وعالم إنسان أمريكي، ولد في 1949.

## وصلات خارجية
- الموقع الرسمي